# Зубков, Юрий Александрович
Юрий Александрович Зубков (8 [21] октября 1914, Москва — 1982) — советский театровед, литературный и театральный критик, заслуженный деятель искусств РСФСР (1969).

## Биография
Литературную деятельность начал в 1931 году.
В 1939 году окончил ГИТИС, в 1954 — аспирантуру Академии общественных наук при ЦК КПСС.
Участник Великой Отечественной войны, в Красной Армии с 1942 года, литературный сотрудник газеты «На страже Родины».
Член ВКП(б) с 1944 года.
В 1954—1957 заместитель главного редактора журнала «Октябрь». В 1958 году возглавил созданный в этом же году журнал «Театральная жизнь».
Выступал в периодической печати, сборниках и альманахах со статьями по вопросам советской драматургии и театра.

Могила Зубкова Ю. А.

Похоронен на Кунцевском кладбище.